# Rimesse
En rimesse (eller en remisse) er en pengeforsendelse enten i form af veksel eller check. Ordets oprindelse er at finde i det franske sprog, hvor det kommer af det franske "remise", hvor det betyder "at sætte tilbage / at sætte på plads".